# Tornatellinops inconspicua
Tornatellinops inconspicua är en snäckart som först beskrevs av Brazier 1872.  Tornatellinops inconspicua ingår i släktet Tornatellinops och familjen Achatinellidae. Inga underarter finns listade i Catalogue of Life.